# Onze-Lieve-Vrouw-Hemelvaartkerk (Edewalle)

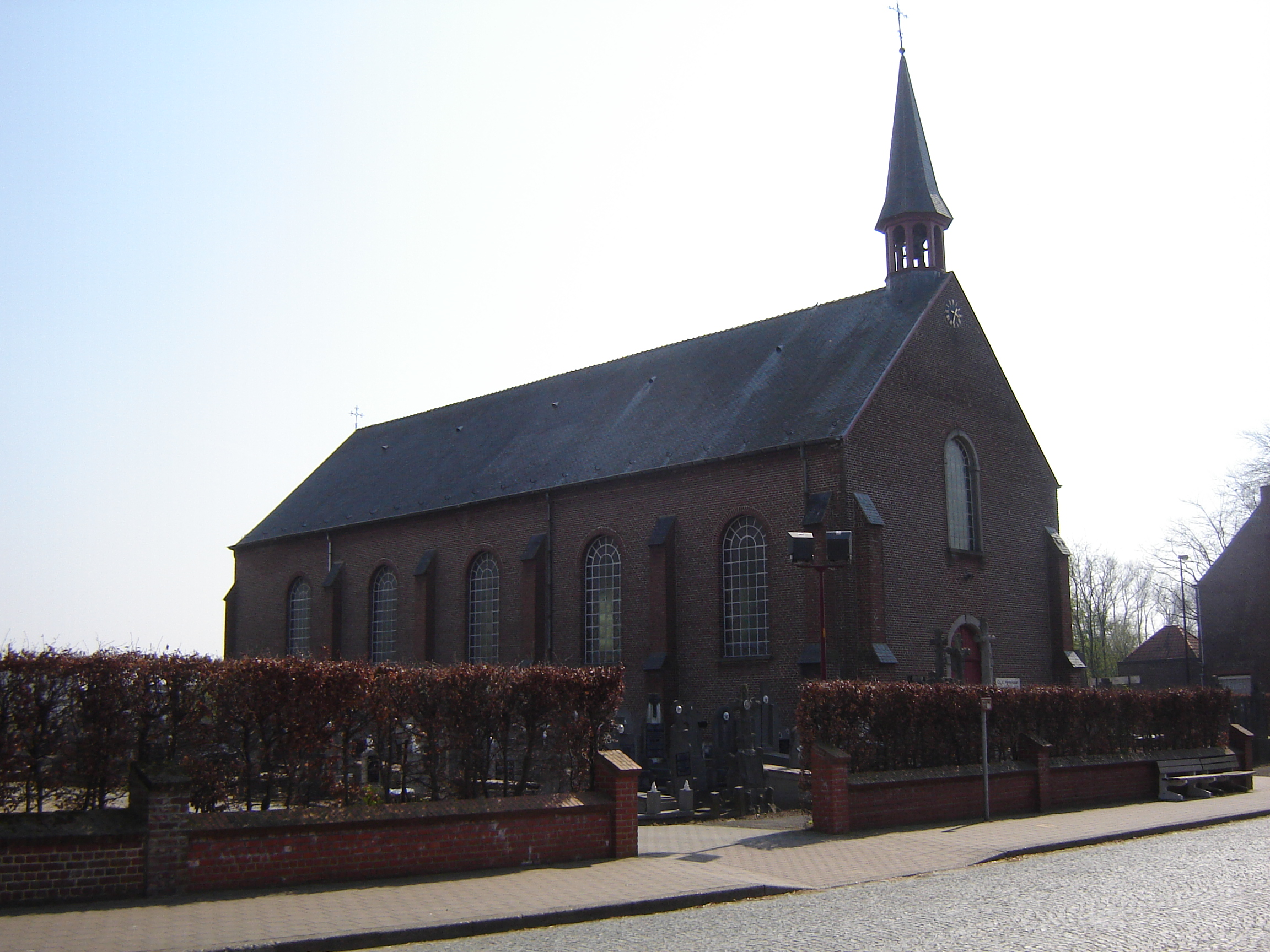
Onze-Lieve-Vrouw-Hemelvaartkerk

De Onze-Lieve-Vrouw-Hemelvaartkerk is de parochiekerk van het tot de West-Vlaamse gemeente Kortemark behorende dorp Edewalle, gelegen aan de Pastoor D. Vanhautestraat.

## Geschiedenis
Vermoedelijk stond in Edewalle al in de 15e eeuw een kapel dat een Mariabeeldje bezat, dat werd aangeroepen tegen blindheid, kreupelheid en Catherinewielen. Tijdens de Beeldenstorm (einde 16e eeuw) zou de kapel in brand zijn gestoken. Het beeldje werd, zo beweert althans de legende, teruggevonden in een gevelde boom in het Edewallebos. Het beeldje zou in een houten kapelletje zijn geplaatst om in 1626 in een nieuw kapelletje (Onser Vrauwen Cappelleken) te worden geplaatst, aan de verering waarvan in 1689 een aflaat werd verleend. In 1772 werd, in opdracht van baron van Huerne, een stenen kapel voor het beeldje gebouwd. In 1794 werd deze kapel door de Fransen gedeeltelijk vernield. Het beeldje werd door een molenaar in veiligheid gebracht en teruggegeven aan de baron. In 1817 (of 1850?) werd het beeldje aan de parochie van Kortemark geschonken. De kapel werd in 1887 afgebroken, toen de Edewallestraat werd rechtgetrokken en van kasseien voorzien.
Van 1869-1871 werd de huidige kerk gebouwd in opdracht van baron Ludovicus Gilles de Pelichy. Zij kreeg de rang van proosdij, waarin wel missen werden opgedragen, maar geen doopsels, huwelijken of begrafenissen mochten plaatsvinden, waarvoor men op Handzame en Kortemark bleef aangewezen. Het beeldje keerde terug naar de kerk te Edewalle, die in 1901 alsnog tot parochiekerk werd verheven.
De kerk werd beschadigd tijdens de Eerste Wereldoorlog, maar van 1920-1924 hersteld.

## Gebouw
Het betreft een bakstenen zaalkerk onder zadeldak, voorzien van een dakruiter. Bij de ingang vindt men een gedenkplaat voor de militaire slachtoffers van de Eerste Wereldoorlog.
Het interieur wordt overwelfd door een tongewelf. Het interieur is uit de tijd van de bouw en werd voornamelijk door baron de Pelichy bekostigd. Het orgel is van 1874 en werd vervaardigd door de firma Loncke, waarvan een deel omstreeks 1970 door dezelfde firma in een nieuw orgel werd toegepast.